# Соффичи, Марио
Марио Эмилио Соффичи (исп. Mario Emilio Soffici; 1900—1977) — аргентинский режиссёр и актёр итальянского происхождения.

## Биография
Марио Соффичи родился 14 мая 1900 года во Флоренции (Италия). В 1920-х годах переехал в Аргентину, где с начала 1930-х годов начал сниматься в кино. В качестве режиссёра в 1935 году снял свой первый фильм «Душа аккордеона» (исп. El Alma de bandoneón). Одним из самых удачных его фильмов 1930-х годов критики считают драму «Пленники земли» (исп. Prisioneros de la tierra, 1939 год). В некоторых опросах этот фильм упоминается как «величайший в истории кинематографа Аргентины». На протяжении карьеры снял более 40 фильмов.

## Фильмография
| Год  |   | Русское название              | Оригинальное название          | Роль                |
| ---- | - | ----------------------------- | ------------------------------ | ------------------- |
| 1935 | ф | Душа аккордеона               | El Alma de bandoneón           | режиссёр, сценарист |
| 1937 | ф |                               | Cadetes de San Martín          | режиссёр            |
| 1939 | ф | Пленники земли                | Prisioneros de la tierra       | режиссёр            |
| 1946 | ф | Ревность                      | Celos                          | режиссёр            |
| 1951 | ф | Это случилось в моем квартале | Pasó en mi barrio              | режиссёр            |
| 1954 | ф | Женщина с моря                | La dama del mar                | режиссёр            |
| 1955 | ф |                               | El hombre que debía una muerte | режиссёр            |
| 1958 | ф |                               | Rosaura at 10 O'Clock          | режиссёр            |

## Награды и номинации
- 1946 год — «Ревность», Серебряный кондор Ассоциации кинокритиков Аргентины в номинациях Лучший фильм и Лучшая режиссура
- 1958 год «Rosaura at 10 O’Clock», номинация на золотую пальмовую ветвь кинофестиваля в Каннах